# Daichi Takatani
Daichi Takatani (japanisch 高谷 大地 Takatani Daichi; * 22. November 1994 in Kyōtango, Präfektur Kyoto) ist ein japanischer Ringer.

## Werdegang
Daichi Takatani ist der jüngere Bruder von Sōsuke Takatani, dem Vize-Weltmeister von 2014. Animiert von diesem begann er bereits 2001 ebenfalls mit dem Ringen. Er besuchte die Amina-Oberschule in Kyoto und studiert nun an der Takushoku-Universität in Tokio. Seit 2013 wird er von Shigeki Nishiguchi trainiert. Er ist 1,69 Meter groß und wiegt zwischen 65 und 70 kg und ringt nur im freien Stil.
2011 wurde er japanischer Juniorenmeister in der Altersgruppe Cadets in der Gewichtsklasse bis 54 kg. Im gleichen Jahr startete er in der gleichen Gewichtsklasse bei der Junioren-Weltmeisterschaft (Cadets) in Szombathely. Das war sein erster Einsatz bei einer internationalen Meisterschaft. Er besiegte dort Murat Köse, Türkei, Schukti Schukrijew, Bulgarien und Kuralbek Omarbekow, Kasachstan, verlor dann gegen Bajrang Balwan Singh aus Indien und besiegte im Kampf um eine Bronzemedaille Wladimir Nechiporuk aus der Ukraine.
2012 wurde Daichi Takatani japanischer Juniorenmeister der Altersgruppe Juniors in der Gewichtsklasse bis 66 kg vor Shohei Yabiku. Im Dezember 2013 belegte er bei der Japanischen Meisterschaft der Herren in der Gewichtsklasse bis 66 kg den 3. Platz hinter Tomotsuga Ishida und Takahira Inoue. Zu Einsätzen bei internationalen Meisterschaften kam er in diesen beiden Jahren jedoch nicht.
Im März 2014 wurde er aber beim Team-Welt-Cup in Los Angeles eingesetzt. Er überraschte dort die Fachwelt mit fünf Siegen bei fünf Einsätzen. Seine Gegner, die er schlug, waren Lewan Kelekschschwili, Georgien, Ganzorig Mandachnaran, Mongolei, Iwan Petri, Ukraine, Alibeggadschi Jemejew, Russland und Selahattin Kilicsallayan, Türkei. Im April 2014 wurde er japanischer Juniorenmeister (Juniors) in der Gewichtsklasse bis 66 kg vor Juli Fujinami. Im August 2014 gewann er bei der Junioren-Weltmeisterschaft (Juniors) in Zagreb eine Bronzemedaille. Er verlor in Zagreb seinen ersten Kampf gegen Aron Pico aus den Vereinigten Staaten, sicherte sich diese Medaille aber danach mit Siegen über Kyrillo Binembaoucu, Griechenland und Mihail Gheorghe, Rumänien.
Im September 2014 wurde Daichi Takatani auch bei der Weltmeisterschaft der Herren in Taschkent in der Gewichtsklasse bis 65 kg eingesetzt. In Taschkent besiegte er Luis Isaias Portillo Meija, El Salvador und Ichtyor Nawrusow aus Usbekistan, verlor dann aber gegen Asamat Nurikau aus Weißrussland. Da dieser das Finale nicht erreichte, schied er aus und kam auf den 7. Platz.
2015 und 2016 war er lange verletzt und verpasste dadurch auch alle internationalen Meisterschaften, einschließlich der Olympischen Spiele 2016 in Rio de Janeiro. Erst im September 2016 konnte er wieder ringen und gewann gleich beim „Dimitri-Korkin“-Turnier in Yakutsk in der Gewichtsklasse bis 65 kg. Im Dezember 2016 belegte er bei der japanischen Meisterschaft in der gleichen Gewichtsklasse hinter Masakazu Kamoi und Kei Yonezawa den 3. Platz.
Im September 2017 gewann Daichi Takatani bei den Asian Indoor Games in Aschgabat in der Gewichtsklasse bis 65 kg hinter Bayrang Punia aus Indien eine Silbermedaille. Im Dezember dieses Jahres wurde er dann in der gleichen Gewichtsklasse erstmals japanischer Meister bei den Herren vor Kei Yonezawa.
Im Februar 2018 belegte er bei der Asienmeisterschaft in Bischkek in der Gewichtsklasse bis 65 kg nach einer Niederlage im Finale gegen Daulet Nijasbekow aus Kasachstan den 2. Platz. Im April 2018 stand er gemeinsam mit dem jungen Takuto Otoguro beim Team-Welt-Cup in Iowa-City in der japanischen Mannschaft. Er kam dort zweimal zum Einsatz und siegte zuerst über Magomed Daidovi aus Georgien, unterlag dann aber gegen Franklin Maren Castillo aus Kuba. Beim Meiji-Cup 2018 in Tokio, bei dem die Startplätze für die Weltmeisterschaft ausgerungen werden, fehlte Daichi Taketani wegen einer Verletzung. Er erhielt aber im Juli 2018 noch einmal die Chance sich in einem „Playoff“ gegen Takuto Otoguro einen Startplatz zu erkämpfen. Er verlor diesen Kampf aber klar und deutlich. Takuto Otoguro schickte ihn schon nach 1:55 Minuten mit einem 11:0-Puntsieg von der Matte. Bei der Weltmeisterschaft 2018 in Budapest holte sich Takuto Otaguro dann auch überlegen den Weltmeistertitel.
Daichi Taketani wurde im August 2018 bei den Asien-Spielen in Jakarta eingesetzt. Er siegte dort in der Gewichtsklasse bis 65 kg gegen Mudassar Hussein, Pakistan, Thoum Chou, Kambodscha, batir Borjakow, Turkmenistan und Sajatbek Okassow, Kasachstan und unterlag im Finale gegen Bajrang Bajrang aus Indien.
Bei der japanischen Meisterschaft 2018 belegte er hinter Takuto Otoguro den 2. Platz.
Beim Team-Welt-Cup im März 2019 in Yakutsk stand er wieder in der japanischen Mannschaft, die in der Endabrechnung den 4. Platz belegte. Er siegte dort über Cengizchan Erdogan, Türkei, verlor gegen Gadschimurad Raschidow aus Russland, siegte über Alejandro Enrique Valdes Tobier, Kuba und unterlag gegen Zain Allen Retherford aus den Vereinigten Staaten.
Im Februar 2020 startete Daichi Takatani bei der Asienmeisterschaft in New Delhi in der Gewichtsklasse bis 74 kg Körpergewicht. Diese Gewichtsklasse ist olympisch und Daichi Takatani wird versuchen, sich in dieser Gewichtsklasse für die Teilnahme an den Olympischen Spielen in Tokio zu qualifizieren. Bei der Asienmeisterschaft in New Delhi gewann er nach einer Niederlage im Halbfinale gegen Daniyar Kaisanow aus Kasachstan durch einen Sieg über Karam Mahmoud aus dem Irak eine Bronzemedaille.
Bei den Olympischen Spielen 2024 in Paris gewann er die Silbermedaille in der Klasse bis 74 kg.

## Internationale Erfolge
| Jahr | Platz | Wettbewerb                          | Gewichtsklasse | Ergebnisse |
| ---- | ----- | ----------------------------------- | -------------- | --- |
| 2011 | 3.    | Junioren-WM (Cadets) in Szombathely | bis 54 kg      | nach Siegen über Murat Köse, Türkei, Schukri Schukrijew, Bulgarien und Kuralbek Omarbekow, Kasachstan, einer Niederlage gegen Gyrang Baldwan Singh, Indien und einem Sieg über Wladimir Nechiporuk, Ukraine |
| 2014 | 5.    | „Takhti“-Cup in Teheran             | bis 65 kg      | Sieger: Meysam Abolfazi Nasiri, Iran vor Konstantin Tschabalaschwili, Georgien |
| 2014 | 7.    | „Yasar-Dogu“-Memorial in Istanbul   | bis 65 kg      | Sieger: Frank Chamizo Marquez, Italien vor Magomed Muslimow, Aserbaidschan |
| 2014 | 3.    | Junioren-WN (Juniors) in Zagreb     | bis 66 kg      | nach einer Niederlage gegen Aron Pico, USA und Siegen über Kyrillo Binembaoum, Griechenland und Mihail Gheorghe, Rumänien                                                                                   |
| 2014 | 7.    | WM in Taschkent                     | bis 65 kg      | nach Siegen über Luis Isaias Portillo Meija, El Salvador und Ichtyor Nawrusow, Usbekistan und einer Niederlage gegen Asamat Nurikau, Weißrussland                                                           |
| 2016 | 1.    | „Dimitri-Korkin“-Turnier in Yakutsk | bis 65 kg      | vor Wiktor Rassadin, Tarmir Kerefow und Murad Nuchadijew, alle Russland |
| 2017 | 2.    | Asia-Indoor-Games in Achgabat       | bis 65 kg      | hinter Bajrang Punia, Indien, vor Batir Borjakow, Turkmenistan und Farzad Amouzadeh Halili, Iran |
| 2018 | 2.    | Asienmeisterschaft in Bischkek      | bis 65 kg      | nach Siegen über Abdulqosun Faizijew, Tadschikistan, Bajrang Bajrang, Indien und Yones Aliakbar Emamichoghaei, Iran und einer Niederlage gegen Daulet Nijasbekow, Kasachstan                                |
| 2018 | 2.    | Asienspiele in Jakarta              | bis 65 kg      | nach Siegen über Mudassar Hussein, Pakistan, Thoum Chou, Kambodscha, Batir Borjakow und Sajatbek Okassow, Kasachstan und einer Niederlage gegen Bajrang Bajrang                                             |
| 2020 | 3.    | Asienmeisterschaft in New Delhi     | bis 74 kg      | nach einem Sieg über Mohamed Abdulkareem, Kuwait, einer Niederlage gegen Daniyar Kaisanow, Kasachstan und einem Sieg über Kasram Mahmoud, Irak                                                              |
| 2024 | 2.    | Olympische Spiele                   | bis 74 kg      | |

## Erfolge bei nationalen Wettkämpfen
| Jahr | Platz | Wettbewerb                                 | Gewichtsklasse | Ergebnisse                                                            |
| ---- | ----- | ------------------------------------------ | -------------- | --------------------------------------------------------------------- |
| 2011 | 1.    | Japanische Juniorenmeisterschaft (Cadets)  | bis 54 kg      |                                                                       |
| 2012 | 1.    | Japanische Juniorenmeisterschaft (Juniors) | bis 66 kg      | vor Shohei Yabiku                                                     |
| 2013 | 3.    | Japanische Meisterschaft                   | bis 66 kg      | hinter Tomotsugu Ishida und Takahira Inoue, vor Tatsuya Kondo         |
| 2016 | 3.    | Japanische Meisterschaft                   | bis 65 kg      | hinter Masakazu Kamoi und Kei Yonezawa, gemeinsam mit Keisuke Otaguro |
| 2017 | 1.    | Japanische Meisterschaft                   | bis 65 kg      | vor Kei Yonezawa, Shoya Schimae und Kiryu Kinjo                       |
| 2018 | 2.    | „Playoff“ (WM-Qualif.)                     | bis 65 kg      | nach einer Niederlage gegen Takuto Otoguro                            |
| 2018 | 2.    | Japanische Meisterschaft                   | bis 65 kg      | hinter Takuto Otoguro, vor Koki Shimizu und Rinya Nakamura            |
| 2019 | 2.    | Japanische Meisterschaft                   | bis 74 kg      | hinter Keisuke Otoguro, vor Yuto Miwa und Jintaro Motoyama            |

Erläuterungen
- alle Wettbewerbe im freien Stil
- WM = Weltmeisterschaften
- Altersgruppe „Cadets“ bis zum 17., Altersgruppe „Juniors“ bis zum 20. Lebensjahr